# كافيتا سينغ
كافيتا سينغ (بالهندية: कविता सिंह؛ بالإنجليزية: Kavita Singh) هي مؤرخة الفن هندية، ولدت في 5 نوفمبر 1964.